# Zamarada iranica
Zamarada iranica är en fjärilsart som beskrevs av Brandt 1941. Zamarada iranica ingår i släktet Zamarada och familjen mätare. Inga underarter finns listade i Catalogue of Life.